# Teispe di Ansan
Teispe di Ansan (nome greco Τεΐσπης; 675 a.C. – 640 a.C.) è ricordato come figlio di Achemenes, il mitico progenitore della dinastia che fondò l'impero persiano.
Teispe conquistò la città elamita di Ansan assumendo appunto il titolo di re di Ansan rimanendo però vassallo dei sovrani della Media sotto i quali portava il titolo di re di Persia. Suo figlio fu Ciro I.